# کلیاتایاک
کلیاتایاک (انگلیسی: Klyatayak) یک شهرک در شهرستان بوزدیاکسکی باشقیرستان کشور روسیه است.